# Lenguas omóticas meridionales
Las lenguas omóticas orientales o aroides son una de las dos divisiones de la rama omótica de las lenguas afroasiáticas habladas íntegramente en Etiopía.

## Comparación léxica
Los numerales para diferentes lenguas omóticas meridionales son:
| GLOSA | Aari              | Dime    | Hammer- Banna | PROTO- AROIDE |
| ----- | ----------------- | ------- | ------------- | ------------- |
| 1     | wólːáq            | wɔkʰʌl  | kʌlʌ          | *wo-kʼal      |
| 2     | qastːén           | kʼʌtʼɨm | lɛmaː         | *kʼastəm      |
| 3     | makːén            | mʌkʰɨm  | makan         | *makəm        |
| 4     | ʔoydːí            | ʔʊdːʊ   | ʔoʷidi        | *ʔoidi        |
| 5     | dónqː             | ʃənːə   | duŋ           | *donq         |
| 6     | láː               | lahə    | lʌx           | *la̤xi         |
| 7     | tabzá             | tʰʊsːʊm | tʌɓa / toɓa   | *tabza        |
| 8     | qastːaː́n- támːers | kʼʌʃnaʃ | lʌŋkaⁱ        | *             |
| 9     | wolqáːn- támːers  | wʌklaʃ  | səl           | *sakal        |
| 10    | támːá             | tʰamːe  | təɓi          | *tʌmm-, *tʌɓ- |